# بعثة الأمم المتحدة المتكاملة المتعددة الأبعاد لتحقيق الاستقرار في مالي
بعثة الأمم المتحدة المتكاملة المتعددة الأبعاد لتحقيق الاستقرار في مالي (بالإنجليزية: United Nations Multidimensional Integrated Stabilization Mission in Mali)‏ (بالفرنسية: Mission multidimensionnelle intégrée des Nations unies pour la stabilisation au Mali)‏ وتعرف أيضاً باسم مينوسما نسبة للاختصار (بالفرنسية: MINUSMA)‏ هي عملية حفظ سلام تابعة للأمم المتحدة في مالي.

## التاريخ
أنشأت هذه البعثة في 25 أبريل 2013 عبر القرار 2100 من قبل مجلس أمن الأمم المتحدة. وتسلمت مهام بعثة الدعم الدولي لمالي تحت القيادة الإفريقية في 1 يوليو 2013.

## الولاية
يسمح لهذه البعثة اتخاذ جميع الخطوات اللازمة لتنفيذ الأهداف اللازمة التالية:
- استقرار الوضع في المدن الكبرى والمساهمة في استعادة سلطة الدولة في جميع أنحاء البلاد.
- المساهمة في تنفيذ خارطة طريق للانتقال الديمقراطي، بما في ذلك الحوار الوطني والعملية الانتخابية.
- حماية المدنيين وموظفي الأمم المتحدة.
- تعزيز والدفاع عن حقوق الإنسان.
- دعم العمل الإنساني.
- دعم الحفاظ على التراث الثقافي.
- العمل لصالح العدالة الوطنية والدولية.

## التركيب

### الفريق
يتكون الفريق من 640 12 قبعة زرقاء يعملون في مالي.

### القيادة
قائد هذه البعثة منذ 25 أبريل 2013 إلى 20 يناير 2015 هو وزير الخارجية الهولندي السابق بيرت كويندرز.

التونسي منجي حامدي ووزير خارجية بلاده السابق تم تعيينه في 12 ديسمبر 2014 خلفا لكويندرز. بدأ منصبه رسميا في 22 يناير 2015 وذلك في منصب نائب الأمين العام والممثل الخاص للأمين العام للأمم المتحدة في مالي ورئيس بعثة المينوسما.
تم اختيار الرواندي جان بوسكو كازورا للقيادة العسكرية لهذه البعثة، وكان كازورا قد شارك في عملية حفظ السلام في رواندا ، ورواندا هي عضو غير دائم في مجلس الأمن من 1 يناير 2013 إلى 31 ديسمبر 2014، وكان قبل هذا الاختيار موجه أيضا إلى عمر بيكيمو الذي قاد القوات المسلحة التشادية المشاركة في الصراع في شمال مالي. غادر منصبه في 5 ديسمبر 2014.
عمر بيكيمو تسلم المهام مؤقتا بعد مغادرة سابقه حتى تعيين الجديد.
العميد الفرنسي كريستيان تيبو تم تعيينه قائد أركان المينوسما في يوليو 2014.
في 14 يناير 2016، تسلم التشادي محمد صالح النظيف مهامه كرئيس لهذه البعثة، وذلك خلفا للتونسي منجي حامدي.